# Пламен Загоров
Пламен Загоров е български класически и джазов музикант.

## Биография
Пламен Загоров е роден на 12 декември 1949 година в Горна Оряховица. На 13 години има награда като солист-ксилофонист в акордеонен оркестър. На следващата година постъпва в Музикалната гимназия (дн. НУИ „Проф. Веселин Стоянов“) в Русе и оттогава, житейският и творческият му път са свързани с Русе.
Две години по-късно печели награда като ксилофонист на конкурс за българска музика. Като ученик свири в емблематичните за 60-те години състави – „Сигма“ и „Пеещи звезди“.
След завършването си свири забавна музика към „Балкантурист“, после става щатен музикант в Оркестър „Русе“, с ръководител Николай Бурмов към „Културен отдих“. По-старите русенци още помнят виртуозните му изпълнения на ксилофон в Интерхотел „Рига“.
През 1971 година постъпва в „Младежкия симфоничен оркестър“.
От 1972 година до пенсионирането си, работи в Оркестъра на Държавна опера – Русе. През 1991, след спечелен конкурс става солист-водач на ударната група. С филхармонията е бил на турнета в Италия, Германия, Испания, Гърция, Турция, Франция – почти в цяла Европа.
Голямата му любов обаче, е джазът. Паралелно с класическата музика свири и джаз – за кратко с Петър Петров-Парчето и повече с квинтета на Петко Томанов. Участник в най-различни форуми: национални и международни джаз-срещи, концерти и фестивали в Дебрецен – Унгария, Румъния, в Пловдив, Сопот, София, Разград, Русе и много други градове.
Днес Пламен Загоров работи на свободна практика. Има много време за любимия джаз и ангажименти в различни проекти: „Руслан Мъйнов пее Любими руски песни“, концерти с Васил Петров, Русалина Мочукова, с Шуменска и Русенска филхармония, „Класиката и АББА“, „Цигулката в киното“, с Теодосий Спасов и др.